# Canton de Marseille-en-Beauvaisis

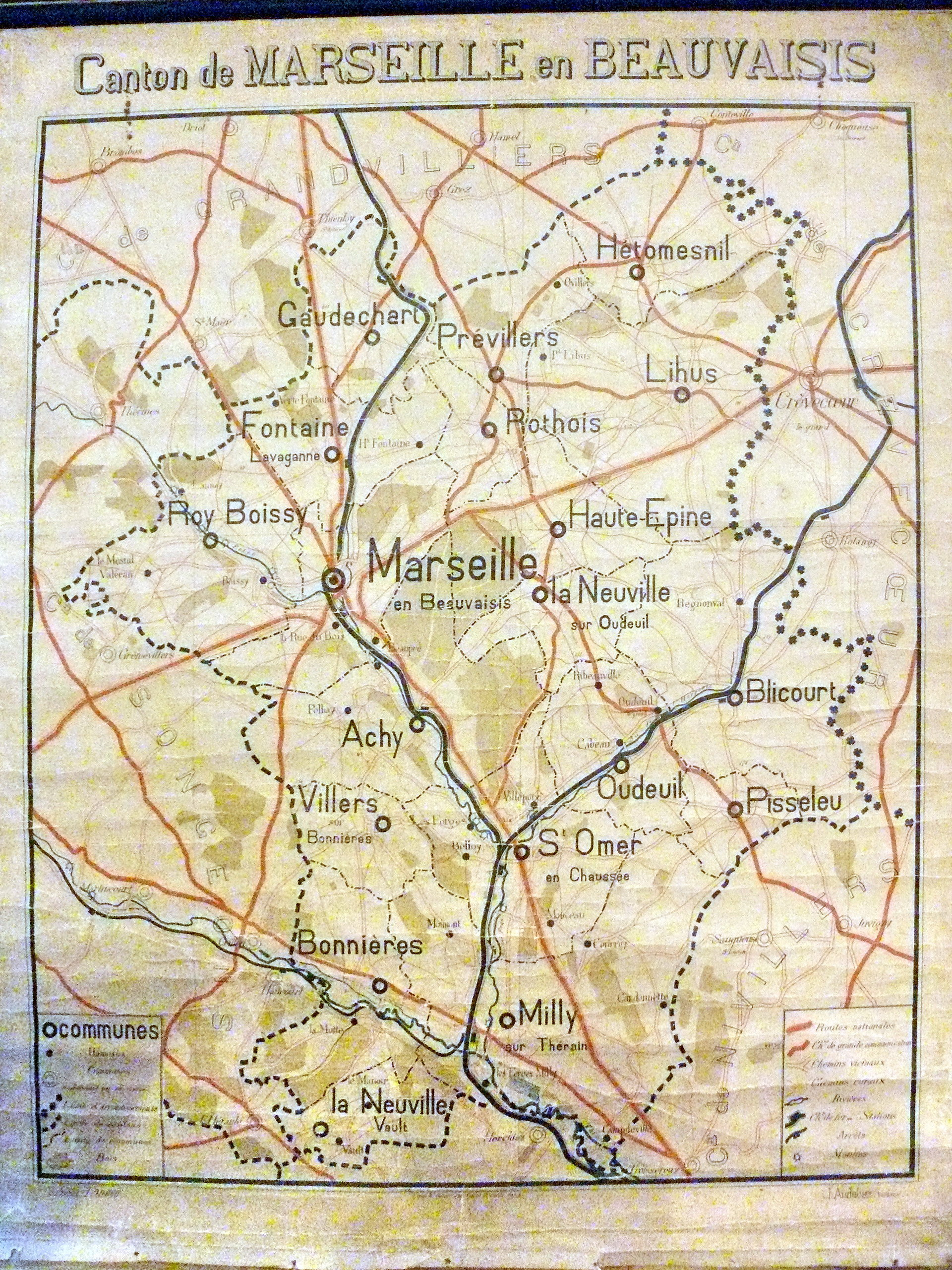
Le canton, sur une ancienne carte d'école

Le canton de Marseille-en-Beauvaisis est une ancienne division administrative française située dans le département de l'Oise et la région Picardie.

## Géographie
Ce canton a été organisé autour de Marseille-en-Beauvaisis dans l'arrondissement de Beauvais. Son altitude varie de 72 m (Milly-sur-Thérain) à 199 m (Gaudechart) pour une altitude moyenne de 135 m.

## Représentation

### Conseillers d'arrondissement (de 1833 à 1940)
| Période                                  | Période      | Identité                                    | Étiquette          | Qualité |
| ---------------------------------------- | ------------ | ------------------------------------------- | ------------------ | --- |
| 1833                                     | 1836         | M. Peaucellier                              |                    | Maire de Milly-sur-Thérain (1832-1837)                                                                      |
| 1836                                     | 1861         | Jean Baptiste Zozime Marlé (1798-1862)      |                    | Notaire, maire de Marseille-en-Beauvaisis                                                                   |
| 1861                                     | 1875 (décès) | Louis Honoré Gaston Vasselle (1814-1875)    |                    | Cultivateur, propriétaire, directeur de la ferme-école, maire d'Hétomesnil de 1857 à 1875                   |
| 1875                                     |              | Jean-Baptiste Constant Delannoy (1830-1918) |                    | Cultivateur, maire de Haute-Épine                                                                           |
|                                          |              |                                             |                    | |
| 1928                                     | 1931         | François Bénard                             | Union républicaine | Minotier à Saint-Omer-en-Chaussée                                                                           |
| 1931                                     | 1940         | Jean Fontan                                 | Union républicaine | Médecin, Marseille-en-Beauvaisis                                                                            |
| 1940                                     |              |                                             |                    | Les conseils d'arrondissement ont été suspendus par la loi du 12 octobre 1940 et n'ont jamais été réactivés |
| Les données manquantes sont à compléter. |              |                                             |                    | |

(réf.: Almanach royal et national pour l'an MDCCCXXXIV (1834) présenté à Sa Majesté et aux princes et princesses de la famille royale, pages 523 et 524 https://gallica.bnf.fr/ark:/12148/bpt6k203761t/f543.item#, consulté le 22 octobre 2021).

### Conseillers généraux de 1833 à 2015
| Période    | Période          | Identité                                                            | Étiquette                     | Qualité |
| ---------- | ---------------- | ------------------------------------------------------------------- | ----------------------------- | --- |
| 1833       | 1858 (décès)     | Pierre Augustin Plé (1790-1858)                                     |                               | Avoué et avocat à Paris, propriétaire à Belloy (Saint-Omer-en-Chaussée) |
| 1858       | 1870             | Just Plé (1829-1887, fils du précédent)                             | Droite                        | Avocat au Conseil d'État et à la Cour de Cassation Propriétaire à Belloy, commune de Saint-Omer-en-Chaussée |
| 1870       | 1871             | Aymard Antoine François Aimé Comte de Clermont-Tonnerre (1827-1884) | Bonapartiste                  | Général de brigade Officier d'ordonnance de l'Empereur Napoléon III propriétaire à Achy |
| 1871       | 1879             | Just Plé                                                            | Droite                        | Avocat au Conseil d'État et à la Cour de Cassation Propriétaire à Belloy, commune de Saint-Omer-en-Chaussée |
| 1879       | 1887             | Louis Altette (1827-1909)                                           |                               | Ancien notaire, propriétaire, maire de Marseille-le-Petit |
| 1887       | 1913             | Emile Chrestien de Poly (1848-1932)                                 | Conservateur                  | Ancien capitaine des Mobiles de l'Oise, magistrat Maire de Lihus |
| 1913       | 1931             | Gustave Mathiotte                                                   | Rad.                          | Agriculteur Maire de Saint-Omer-en-Chaussée |
| 1931       | 1940             | François Bénard                                                     | Républicain                   | Minotier Maire de Saint-Omer-en-Chaussée (1929-1944), conseiller d'arrondissement Nommé membre de la Commission administrative départementale en 1941Nommé conseiller départemental en 1943                                             |
|            |                  |                                                                     |                               | |
| 1945       | 1978 (décès)     | François Bénard                                                     | DVD puis UNR puis UDR puis UC | Député de l'Oise (1956 → 1978) Conseiller d'arrondissement (1928 → 1931) Maire de Saint-Omer-en-Chaussée (1929 → 1944) Président du Conseil général de l'Oise (1949 → 1973) Décédé en fonction                                          |
| 1978       | mai 2007 (décès) | Jean-Paul Callens (1945-2007)                                       | RPR puis UMP                  | Agriculteur, Maire d'Achy (1988 → 2007) Décédé en fonction |
| juin 2007, | 2015             | Daniel Bisschop                                                     | DVD                           | Agriculteur Vice-président de la CC de la Picardie Verte (2001 → ? ) Maire de Rothois (1983 → 2017) Président du Syndicat d’électrification de Marseille-Songeons (2008 → 2012) Président du Syndicat d'énergie de l'Oise (2012 → 2018) |

## Composition
Le canton de Marseille-en-Beauvaisis a groupé 19 communes et a compté 8 314 habitants (recensement de 2006 population municipale).
| Communes                | Population (2012) | Code postal | Code Insee |
| ----------------------- | ----------------- | ----------- | ---------- |
| Achy                    | 325               | 60690       | 60004      |
| Blicourt                | 324               | 60860       | 60077      |
| Bonnières               | 166               | 60112       | 60084      |
| Fontaine-Lavaganne      | 377               | 60690       | 60242      |
| Gaudechart              | 326               | 60210       | 60269      |
| Haute-Épine             | 282               | 60690       | 60304      |
| Hétomesnil              | 207               | 60360       | 60314      |
| Lihus                   | 363               | 60360       | 60365      |
| Marseille-en-Beauvaisis | 1 132             | 60690       | 60387      |
| Milly-sur-Thérain       | 1 628             | 60112       | 60403      |
| La Neuville-sur-Oudeuil | 300               | 60690       | 60458      |
| La Neuville-Vault       | 149               | 60112       | 60460      |
| Oudeuil                 | 234               | 60860       | 60484      |
| Pisseleu                | 405               | 60860       | 60493      |
| Prévillers              | 131               | 60360       | 60514      |
| Rothois                 | 173               | 60690       | 60550      |
| Roy-Boissy              | 334               | 60690       | 60557      |
| Saint-Omer-en-Chaussée  | 1 296             | 60860       | 60590      |
| Villers-sur-Bonnières   | 162               | 60860       | 60688      |

## Démographie
| 1962  | 1968  | 1975  | 1982  | 1990  | 1999  | 2006  | 2009 |
| ----- | ----- | ----- | ----- | ----- | ----- | ----- | ---- |
| 5 085 | 5 485 | 5 754 | 6 256 | 7 007 | 7 226 | 8 314 | -    |